# Nier (cráter)
Nier es un cráter de impacto del planeta Marte situado al suroeste de Vivero, al noroeste de Kufra y al noreste de Peridier, a 42,8° norte y 106° este. El impacto causó un boquete de 47 kilómetros de diámetro. El nombre fue aprobado en 1997 por la Unión Astronómica Internacional, en honor al físico norteamericano Alfred Nier (1911-1994).